# 在日オーストラリア人
在日オーストラリア人（ざいにちオーストラリアじん、英語: Australians In Japan）とは、日本に居住しているオーストラリア国籍所有者である。日本との二重国籍の人も少なくなく、帰化した人やその子孫はオーストラリア系日本人と言う。

## 概要
2004年にはその数は11,703人に達して最大となったが、その後は減少傾向にあり、2011年時点で外国人登録しているオーストラリア人は9,166人。彼らの多くは日豪交流基金を利用して日本の大学に留学したり、英語講師として来日している他、貿易会社に勤務している。また、ワーキングホリデー制度で滞在している若者もいる。
2023年12月末現在の法務省在留外国人統計によると、日本にいる中長在留者・特別永住者のオーストラリア人は12,121人である。新型コロナウイルス感染症の世界的流行の影響により世界的に交換留学生が減少したことが同じく当てはまり、かつて在留資格「留学」の者は2019年12月時点で524人であったが、2020年6月時点（243人）から減少に転じて、2021年6月時点で168人 にまで減っている。比して、多くが英語教育の現場でネイティブ教員として携わっている在留者（在留資格「教育」）は、700人台からの逓減で維持されている。
在留資格別（5位まで）
| 順位 | 在留資格                 | 人数  |
| ---- | ------------------------ | ----- |
| 1    | 永住者                   | 3,352 |
| 2    | 特定活動                 | 2,085 |
| 3    | 日本人の配偶者等         | 1,990 |
| 4    | 技術・人文知識・国際業務 | 1,442 |
| 5    | 家族滞在                 | 720   |

都道府県別（5位まで）
| 順位 | 都道府県 | 人数  |
| ---- | -------- | ----- |
| 1    | 東京     | 3,591 |
| 2    | 北海道   | 1,287 |
| 3    | 長野     | 873   |
| 4    | 大阪     | 831   |
| 5    | 神奈川   | 805   |
| 6    | 兵庫     | 461   |

## 著名な在日オーストラリア人
- トンプソン・アイミ
- ケイテリン・ジルソン
- クリス・グレン
- チャド・マレーン